# Ugyen Ugyen
Ugyen Ugyen (ur. 2 czerwca 1974) – bhutańska łuczniczka, olimpijka.
Wzięła udział w Letnich Igrzyskach Olimpijskich 1996 w Atlancie. Podczas igrzysk, w których zawodniczki rywalizowały już bezpośrednio między sobą, zmierzyła się w 1/32 finału z Ukrainką Ołeną Sadownyczą, z którą przegrała. Ostatecznie zajęła 63. miejsce wśród 64 zawodniczek (wyprzedziła Portorykankę Maríę Reyes).